# 米田純
米田 純（よねだ じゅん、1963年5月5日 - ） は東北楽天ゴールデンイーグルス創設メンバーで初代球団代表（2004年 - 2012年）。現在は、フーズスタイル株式会社 および、アメリカ現地法人 Food's Style USA Inc.の創業者で代表取締役社長。神奈川県中郡二宮町出身。

## 人物
学生からサラリーマン時代
神奈川県立平塚江南高等学校を経て早稲田大学教育学部教育学科体育学専修に入学。体育会準硬式野球部に所属。卒業後、西武百貨店に入社。池袋店紳士服での売場経験を経て池袋西武営業企画部に配属。その後、本部営業政策部、店舗運営部、つくば西武販売促進課長、本部営業企画部を歴任した後に、三木谷浩史との出会いをきっかけに39歳で西武百貨店を退職。2003年より楽天株式会社に入社。部長として既存顧客マーケティング部門であるメンバープログラム部を立ち上げ、楽天ポイント倶楽部を創設し各種プロモーションを実施した。
楽天野球団 取締役時代
2004年9月より(株)楽天野球団の前身であるプロ野球準備室を兼任し球団創設メンバーに抜擢される。2004年11月2日にプロ野球参入が正式に決定したと同時に、株式会社楽天野球団取締役球団代表兼チーム統括本部長に就任、41歳での球団代表就任は当時最年少。業務ではチームの立ち上げに携わり、選手編成・チーム運営・選手育成の各部門を統括する。運営面では2005年創設当初は施設も整わない中での運営となり、春季キャンプ地として久米島を設定、二軍施設として山形県の運動施設や県庁宿舎を寮代わりに借りて運営しながら現在の仙台市泉区にある二軍施設や本球場横にあるクラブハウスを建設した。また当時はスタッフも少なく自ら練習に参加し球拾いをした事も話題となった。
同時に連盟担当として日本野球機構の理事として日本野球機構理事会および12球団実行委員会に出席した。実行委員会では、選手レンタル移籍制度などの様々な提案を行った。後に「当時は時代の変化にプロ野球界がついていけないような状態で、野球の聖域のようなもので新しい景色が見えるんじゃないかという雰囲気はありました。元来リーグビジネスにおいて重要な「戦力均衡」に向けた取組を提案し議論しました」と語った。
チームとしては初年度に田尾安志を監督として招聘するも最下位に低迷し、3年契約の田尾監督を1年で解任、記者会見では「強くなるために避けて通れない道」（神田憲行『97敗、黒字。楽天イーグルスの1年』五十嵐文生〈朝日新聞社〉、2005年12月30日、176頁）。 と表現したが、この解任について地元仙台市民が反対署名活動をするなど大きな批判を受けた。なお米田本人は田尾の続投を支持していたが、オーナーの三木谷がトップダウンで解任を決定し現場には拒否権がなかったことを、後に当時の編成部長の広野功が明らかにしている。
翌2006年より野村克也を招聘、編成面では2006年高校生ドラフトで田中将大、大学社会人ドラフトで永井怜や嶋基宏、渡辺直人など後の主力戦力を指名し球団創設から5年目となった2009年に球団初のパシフィック・リーグ2位となりクライマックスシリーズに初出場した。2010年以降、野村監督の任期満了に伴う退任後は、マーティー・ブラウン、星野仙一を招聘した。星野監督初年度にはシーズン開幕前のオープン戦時に東日本大震災 が発生、開幕対応と選手会の対応や遠征先での選手による災害支援活動に奔走した。
独立起業から現在まで
2012年より取締役連盟担当としてプロ野球界に貢献する一方で、「和食文化・おもてなし文化を世界に伝えるプラットフォームづくり」を経営理念にレストラン経営の準備を開始し2013年4月にアメリカ合衆国ワシントン州のシアトルに現地法人Food's Style USA.Incを設立。球団初の日本シリーズ優勝後の2014年3月で株式会社楽天野球団を退団し、4月にワシントン州ベルビュー市に1号店となる「らーめん山頭火 Bellevue店」を開店、翌年2015年2月、マサチューセッツ州ケンブリッジ市に2号店となる「らーめん山頭火 Harvard Square店」を、2016年6月にはボストン市に3号店となる「らーめん山頭火Boston Back Bay店」、2017年には4号店「らーめん山頭火 University Village店」、2020年には5号店「らーめん山頭火 Tysons Corner店」を開店した。また、焼肉専門店「牛繁」とアメリカFC本部を共同出資で設立し、2021年2月にFC1号店をバージニア州に開店した。2016年9月にフーズスタイル株式会社を設立し、「都会の農園」および「都会の農園バーベキュー広場」を運営する一方で、日本食レストランの海外進出支援コンサル事業をスタート。2021年2月には、アメリカ合衆国デラウエア州で日本野菜農場を経営するSUZUKI FARM LLC.から事業買収した。
その他、2012年より 株式会社プレンティー の執行役員となり2021年2月より取締役、2014年から2016年5月まで株式会社福保の顧問、その他講演活動も行っている。また、プロ野球パシフィックリーグの参与。

## 講演
- 早稲田大学
- 福岡東門会
- 神奈川県二宮町立二宮西中学校
- メディセオ総合医療フェア

## インタビュー記事・テレビ出演
- 日本経済新聞「交遊抄」2011年5月20日掲載
- ＠IT「転機をチャンスに変えた瞬間」
- YOUMAGA.COM「私の転機」